# Caserras
Caserras (oficialmente y en catalán Casserres) es un municipio de Cataluña. Perteneciente a la provincia de Barcelona, en la comarca del Berguedà.
Situado a 12 km de la capital de la comarca Berga, por su municipio pasan las rieras de Clarà y Merola y al borde de su término el río Llobregat.

## Entidades de población
- Casserres
- El Guixaró
- l'Ametlla de Caserras

## Demografía
Caserras cuenta con una población de 1676 habitantes (INE 2024).
| Gráfica de evolución demográfica de Caserras entre 1842 y 2021 |
| |
| Población de derecho según los censos de población del INE. Población de hecho según los censos de población del INE.En estos censos se denominaba Caserras: 1842, 1857, 1860, 1877, 1887, 1897, 1900, 1910, 1920, 1930, 1940, 1950, 1960, 1970 y 1981. |

| 1900 | 1930 | 1950 | 1970 | 1981 | 1986 | 2008 |
| ---- | ---- | ---- | ---- | ---- | ---- | ---- |
| 1457 | 1734 | 1746 | 1981 | 1793 | 1783 | 1634 |

## Economía
Agricultura de secano de cereales y patatas. Ganadería.

## Historia
Wifredo el Velloso fortificó su castillo, en el año 798, nombrado como Castrum Serris de donde le viene el nombre a la población de Caserras.

## Lugares de interés

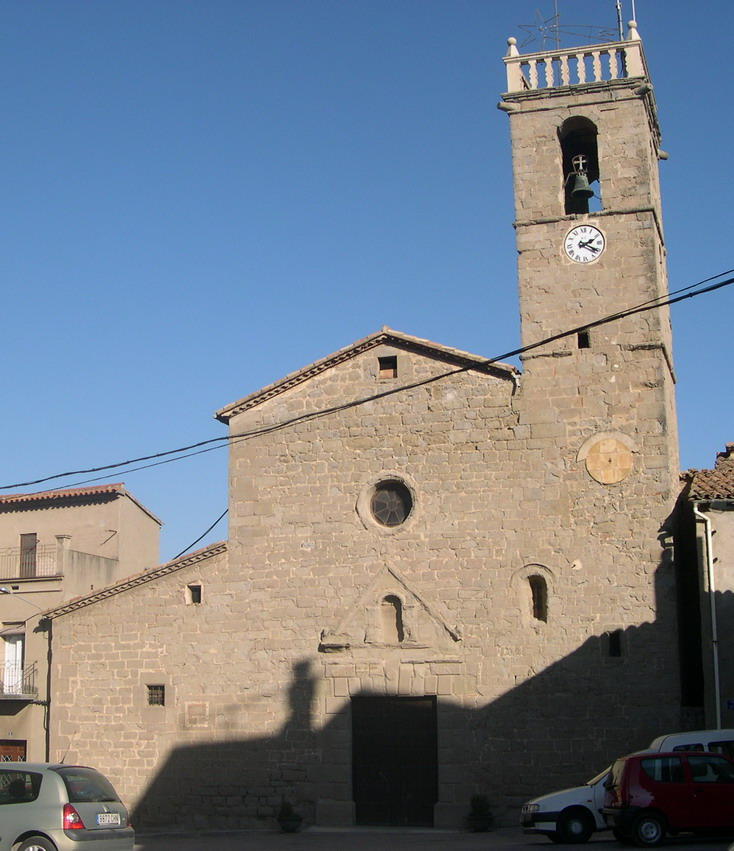
Vista de la iglesia de Santa María de los Ángeles

- Iglesia parroquial de Santa María de los Ángeles. Origen del siglo XIV. Tiene un retablo barroco del año 1704.
- Iglesia de Sant Pau de Caserras. Siglo XII con pinturas murales conservadas en el Museo Diocesano de Solsona.
- Iglesia de l'Ametlla de Caserras. Neogótica.
- Ermita de San Miguel de Fonogadell. Románica.
- Yacimiento de un poblado ibérico.

## Enlaces de interés
- Wikimedia Commons alberga una categoría multimedia sobre Caserras.
- Ayuntamiento de Caserras
- Información de la Generalidad de Cataluña Archivado el 18 de febrero de 2012 en Wayback Machine.
- Instituto de Estadística de Cataluña

- Datos: Q15491
- Multimedia: Casserres / Q15491